# Тейлър (окръг, Джорджия)
Вижте пояснителната страница за други значения на Тейлър.
Окръг Тейлър (на английски: Taylor County) е окръг в щата Джорджия, Съединени американски щати. Площта му е 984 km², а населението - 8815 души (2000). Административен център е град Бътлър.